# 尋実
尋実（じんじつ、応永25年（1418年）- 明応3年（1494年））は、室町時代の法相宗の僧侶。祖父は右大臣九条教嗣。弟は東大寺別当珍覚。

## 生涯
九条教嗣の子で加賀国小坂庄に住していた元禅僧の実厳の子として応永25年（1418年）に生まれる。
8歳で前関白九条満家の猶子となり、その弟で興福寺大乗院門跡経覚の後継者として入室することが決まった。その際、禅僧と比丘尼との間に生まれた子で、しかも摂家で氏長者でもない者の子は門跡に入室できない決まりがあるのにもかかわらずその慣例を破った、として不満を持つ者が出ている。
正長元年（1428年）11月に大乗院に入室し出家。その時、名も尊範から尋実に改めている。永享2年（1430年）12月3日に東大寺で受戒している。
永享10年（1438年）8月に、経覚が室町幕府将軍足利義教の不興をかって失脚し大乗院から追放されると尋実もその地位を失い、8月9日未明には奈良を出てもともと住んでいた加賀国小坂庄に戻った。
明応3年（1494年）8月末に死去。